# Карагай (приток Коксы)
Карагай, в верхнем течении Большой Карагай — река в России, протекает по Усть-Коксинскому району Республики Алтай. Устье реки находится в 97 км по правому берегу реки Кокса. Длина реки — 51 км, площадь водосборного бассейна — 462 км².

## Притоки
- Аккарасу (пр)
- 13 км: Ярлык (пр)
- Сухой Лог (лв)
- Ковырчек (лв)
- Аюлу (лв)
- Кушкурла (пр)
- Широкий Лог (лв)
- Кулгулу (лв)
- 33 км: Малый Карагай (лв)

## Данные водного реестра
По данным государственного водного реестра России относится к Верхнеобскому бассейновому округу, водохозяйственный участок реки — Катунь, речной подбассейн реки — Бия и Катунь. Речной бассейн реки — (Верхняя) Обь до впадения Иртыша.